# Agrochola caerulescens
Agrochola caerulescens är en fjärilsart som beskrevs av Calberla 1884. Agrochola caerulescens ingår i släktet Agrochola och familjen nattflyn. Inga underarter finns listade i Catalogue of Life.